# Alexander Kiselev
Alexander "Alex" Kiselev é um matemático estadunidense.
Kiselev estudou física na Universidade Estatal de São Petersburgo, obtendo o diploma em 1992 e obteve um doutorado em 1996 no Instituto de Tecnologia da Califórnia (Caltech), orientado por Barry Simon, com a tese Absolutely Continuous Spectrum of One-Dimensional Schrödinger Operators with Slowly Decreasing Potentials. No pós-doutorado esteve no Mathematical Sciences Research Institute (MSRI) e foi de 1997 a 1999 Dickson Instructor na Universidade de Chicago, onde foi em 1999 professor assistente. Em 2002 foi professor associado e em 2005 professor na Universidade de Wisconsin-Madison e em 2014 professor na Universidade Rice, onde é Edgar Odell Lovett Professor de matemática.
Em 2004 esteve no Instituto de Estudos Avançados de Princeton e em 1995/1996 no Institut des Hautes Études Scientifiques (IHES).
Foi palestrante convidado do Congresso Internacional de Matemáticos no Rio de Janeiro (2018: Small scales and singularity formation in fluid dynamics).

## Publicações selecionadas
- com Tam Do, Xiaoquian Xu: Stability of Blow Up for a 1D model of Axisymmetric 3D Euler Equation, Arxiv 2016
- com Lenya Ryzhik: Biomixing by chemotaxis and efficiency of biological reactions: the critical reaction case, J. Math. Phys., Volume 53, 2012, p. 115609
- com L. Ryzhik: Biomixing by chemotaxis and enhancement of biological reactions, Communications in PDE, Volume 37, 2012, p. 298–318
- com Fedor Nazarov, Roman Shterenberg: Blow up and regularity for fractal Burgers equation, Arxiv 2008
- com  F. Nazarov, A. Volberg: Global well-posedness for the critical 2D dissipative quasi-geostrophic equation, Inventiones Mathematicae, Volume 167, 2007, p. 445–453, Arxiv
- com L. Ryzhik: Enhancement of the traveling front speeds in reaction-diffusion equations with advection, Annales de l'IHP Analyse non linéaire, Volume 18, 2001, p. 309–358
- com Michael Christ: Maximal functions associated to filtrations, Journal of Functional Analysis, Volume 179, 2001, p. 409–425
- com Rowan Killip, Y. Last: Dynamical upper bounds on wavepacket spreading, American J. Math., Volume 125, 2003, p. 1165–1198, Arxiv
- com P. Constantin, A. Oberman, L. Rhyzik: Bulk Burning Rate in Passive–Reactive Diffusion, Archive for rational mechanics and analysis, Volume 154, 2000, p. 53–91, Arxiv
- com  Yoram Last: Solutions, spectrum and dynamics of Schrödinger operators on infinite domains, Duke Math. Journal, Volume 102, 2000, p. 125–150, Arxiv
- com M. Christ: Absolutely continuous spectrum for one-dimensional Schrödinger operators with slowly decaying potentials: some optimal results, Journal of AMS, Volume 11, 1998, p. 771–797, Arxiv
- com Y. Last, Barry Simon: Modified Prüfer and EFGP transforms and the spectral analysis of one-dimensional Schrödinger operators, Commun. Math. Phys., Volume 194, 1998, p. 1–45
- Stability of the absolutely continuous spectrum of Schrödinger operators under slowly decaying perturbations and a.e. convergence of integral operators, Duke Math. J., Volume 94, 1998, p. 619–649
- com M. Christ, C. Remling: The absolutely continuous spectrum of one-dimensional Schrödinger operators with decaying potentials, Math. Res. Lett., Volume 4. 1997, Sp. 1–5
- Absolutely continuous spectrum for one-dimensional Schrödinger operators and Jacobi matrices with slowly decreasing potentials, Commun. Math. Phys., Volume 179, 1996, p. 377–400